# Howard Hay

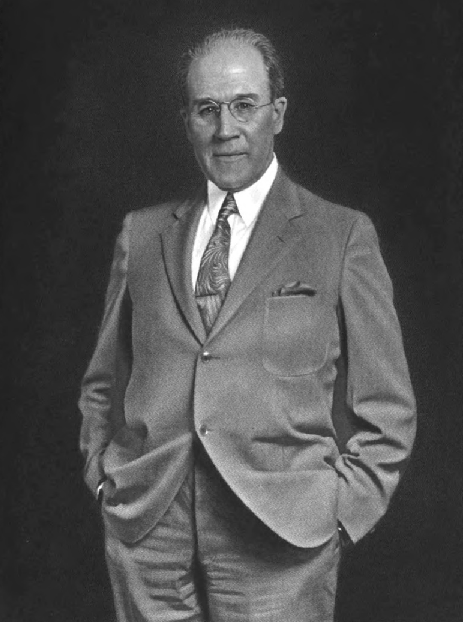
Howard Hay (1934)

William Howard Hay (* 14. Dezember 1866; † 20. April 1940) war ein US-amerikanischer Mediziner, der die Trennkost begründete.

## Leben
Howard Hay absolvierte sein Medizinstudium 1891 am  New York University Medical College und praktizierte 16 Jahre als Arzt und Chirurg. Als er 1907 an einem schweren Nierenleiden (Bright's Disease) erkrankte, entwickelte er die Hay'sche Diät oder Hay'sche Trennkost. Nach eigenen Aussagen soll er binnen drei Monaten von der damals als unheilbar geltenden Krankheit genesen sein. Hay glaubte fortan, die Ursache aller Zivilisationskrankheiten läge in einer Übersäuerung des Körpers durch die gleichzeitige Aufnahme von Proteinen und Kohlenhydraten. Daher teilte er Lebensmittel in drei Gruppen ein: säurebildende Lebensmittel (eiweißreich), basenbildende Lebensmittel (kohlenhydratreich) sowie neutrale Lebensmittel. Da aber nahezu alle Lebensmittel sowohl Proteine als auch Kohlenhydrate enthalten und eine gleichzeitige Verdauung problemlos möglich ist, gelten Hays Ansichten heute als wissenschaftlich haltlos. In einer Studie konnten die von Hay postulierten Thesen nicht bestätigt werden. In Deutschland wurde die Trennkost von Heinrich Ludwig Walb popularisiert.
Hay starb über 30 Jahre nach der Nierenerkrankung im Alter von 74 Jahren bei einem Autounfall.

## Schriften
- Health via food. 1929.
- Building better bodies. 1932.
- A new health era. 1933.
- Weight control. 1935.
- The Hay system of child development. 1936.
- Some human ailments. 1937.
- Who are the quacks? 1940.
- Superior health through nutrition. 1944.
- What price health. 1946.
- Medical millennium. 1947.
- How to always be well. 1967.